# Nerw końcowy
Nerw końcowy, nerw krańcowy (łac. nervus terminalis, ang. cranial nerve zero) – stale występujący u człowieka, prawdopodobnie szczątkowy nerw, który nie jest klasycznie zaliczany do nerwów czaszkowych. Jego funkcja nie jest dokładnie poznana, prawdopodobnie odbiera bodźce zmysłowe ze szczątkowego u człowieka narządu lemieszowo-nosowego (narządu Jacobsona), który u innych zwierząt służy do percepcji feromonów. 

## Przebieg
Nerw końcowy opuszcza mózgowie jako 2–6 pęczków widocznych u człowieka tylko pod lupą (właśnie dlatego odkryto go u człowieka stosunkowo późno – w roku 1913, podczas gdy odkrył go po raz pierwszy u rekinów Gustav Fritsch w 1878). Następnie biegnie ku przodowi objęty oponą miękką pokrywającą zakręt prosty kresomózgowia. Oponę twardą przebija przyśrodkowo względem opuszki węchowej, która leży bocznie od czuciowego i prawdopodobnie również autonomicznego zwoju końcowego i razem z nićmi nerwu węchowego opuszcza czaszkę poprzez otwory sitowe w blaszce sitowej kości sitowej. Rozgałęzia się w błonie podśluzowej przednio-górnej części przegrody nosowej tworząc splot.

## Funkcje
Nerw końcowy prawdopodobnie odpowiada za percepcję feromonów, na co wskazuje położenie końcowych rozgałęzień nerwu w obrębie narządu lemieszowo-nosowego oraz powiązanie z jądrami przegrody i okolicą przedwzrokową w mózgowiu, które to struktury odpowiedzialne są za regulację zachowań seksualnych u ssaków.